# Meu Coco
"Meu Coco" é o décimo terceiro álbum de estúdio (sendo o 26º solo) do cantor e compositor brasileiro Caetano Veloso. É seu primeiro álbum de músicas inéditas em quase nove anos - desde Abraçaço (2012). É, também, seu primeiro álbum de estúdio pela Sony Music Brasil após 54 anos indiretamente (sendo 22 anos diretamente) ininterruptos pela Universal Music Brasil (com codistribuição internacional pela Nonesuch Records de 1986 a 2015).  "Meu Coco" foi publicado no dia 21 de Outubro de 2021.

## Recepção
O lançamento de Meu Coco foi precedido pela publicação de "Anjos Tronchos", primeiro single (acompanhado de videoclipe) do disco. O crítico musical Mauro Ferreira, em resenha para o portal G1, descreveu que "o poder do verbo do artista (Caetano) consegue sintetizar imagens que revitalizam reflexão sobre tema que, a rigor, já está na ordem do dia" e que ""Anjos Tronchos" versa sobre a desordem de mundo tecnológico em que 'palhaços líderes brotam macabros, munidos de controles totais'". Já Lucas Brêda, da Folha de S.Paulo, descreveu que "o centro da poesia de Caetano é o acesso a computadores pessoais e a internet — e tudo o que essas mudanças causaram no mundo" e que "entre menções ao vício e ao poder de controle dos bilionários que estão por trás das redes e do algoritmo, a música surge como salvação".

Em mensagem por ele publicada suas redes sociais no dia em que seu álbum foi disponibilizado nas plataformas digitais, Caetano escreveu sobre as circunstâncias da composição de "Meu Coco": 
Muitas vezes sinto que já fiz canções demais. Falta de rigor? Negligência crítica? Deve ser. Mas acontece que, desde a infância, amo as canções populares inclusive por sua fácil proliferação. No final de 2019, tive um desejo intenso de gravar coisas novas e minhas. Tudo partiu de uma batida no violão que me pareceu esboçar algo que (se eu realizasse como sonhava) soaria original a qualquer ouvido em qualquer lugar do mundo.
O jornalista Pedro Antunes, do UOL (e, também, da Rolling Stone Brasil), em entrevista concedida pelo próprio Caetano, fez referência a esse texto e questionou a Caetano se em algum momento ele pensou que talvez fosse a hora de parar de compor, mas o artista respondeu: "A canção era mais forte do que eu e tornou-se forte demais na definição do meu futuro. Agora eu tinha pensado em não compor quase mais nada. Terminei fazendo meu primeiro álbum só de composições minhas (letras e músicas)."

## Faixas
Todas as letras e músicas foram escritas e compostas por Caetano Veloso.
| N.º            | Título               | Participações Especiais | Duração |  |
| 1.             | "Meu Coco"           |                         | 3:09    |  |
| 2.             | "Ciclâmen Do Líbano" |                         | 4:05    |  |
| 3.             | "Anjos Tronchos"     |                         | 3:52    |  |
| 4.             | "Não Vou Deixar"     |                         | 4:11    |  |
| 5.             | "Autoacalanto"       |                         | 2:18    |  |
| 6.             | "Enzo Gabriel"       |                         | 4:49    |  |
| 7.             | "GilGal"             | Dora Morelenbaum        | 4:01    |  |
| 8.             | "Cobre"              |                         | 3:08    |  |
| 9.             | "Pardo"              |                         | 3:44    |  |
| 10.            | "Você-Você"          | Carminho                | 4:00    |  |
| 11.            | "Sem Samba Não Dá"   |                         | 3:32    |  |
| 12.            | "Noite De Cristal"   |                         | 3:02    |  |
| Duração total: | Duração total:       | Duração total:          | 43:57   |  |

## Ficha Técnica
- Caetano Veloso - Voz, Violão.
- Lucas Nunes - Violão, Contrabaixo, Guitarra, Pocket Piano, Sintetizador, Coro ("Sem Samba Não Dá").
- Márcio Victor - Timbal, Talk Drums, Timbales, Atabaque, Derbak, Shake, Balde, Tamborim, Aro, Alfaia, Surdo Virado, Surdo.
- Vinícius Cantuária - Surdo, Bumbo, Caixa, Pandeiro, Tamborim, Repique, Atabaque, Bateria, Caxixi, Guizo.
- Marcelo Costa - Bateria, Caxixi, Vassoura, Prato E Faca, Repique, Caixa, Timbal, Surdo.
- Miguel Góes - Contrabaixo.
- Mestrinho - Acordeão.
- Dora Morelenbaum - Voz ("GilGal"), Coro ("Sem Samba Não Dá").
- Carminho - Voz ("Você-Você").
- Moreno Veloso - Sino, Surdo, Agogô, Rum, Rumpi & Lé ("GilGal"); Coro ("Meu Coco", "Sem Samba Não Dá").
- Tom Veloso - Violão ("Autoacalanto"), Coro ("Meu Coco", "Sem Samba Não Dá").
- Zé Ibarra - Violão ("Não Vou Deixar"), Coro ("Sem Samba Não Dá").
- Thiago Amud - Arranjos de sopro ("Meu Coco").
- Jaques Morelenbaum - Violoncelo, arranjo de cordas e regência ("Ciclâmen Do Líbano", "Cobre", "Noite De Cristal").
- Iura Ranevsky - Violoncelo e arregimentação de cordas ("Ciclâmen Do Líbano", "Cobre", "Noite De Cristal").
- Letieres Leite - Flauta (G¹), arranjo de sopros e regência ("Pardo").
- Emílio Souza Santos - Arregimentação de sopro ("Pardo").
- Carlos Malta - Flauta Baixo ("Cobre").
- Alef Caetano - Flautim, Flauta (C²) ("Meu Coco").
- Alexandre Andrés - Flautas (C² / Baixo) ("Meu Coco").
- Marcela Nunes - Flautas (G¹ / C²) ("Meu Coco").
- Jonas Vitor - Saxofones (Alto / Tenor) ("Meu Coco").
- Tiago Ramos - Saxofones (Alto / Barítono) ("Meu Coco").
- Juventino Dias - Trompetes ("Meu Coco").
- Alaécio Martins - Trombone ("Meu Coco").
- Fabio Ogata - Trompas ("Meu Coco").
- Daniel Guedes (Spalla), Pedro Mibielli, Suray Soren, Fernando Matta, Thiago Teixeira & Tamara Barquette: 1º Violino ("Ciclâmen Do Líbano", "Cobre", "Noite De Cristal").
- Antonella Pareschi, Léo Ortiz, Rogério Rosa, Carol Panesi, William Doyle & Leonardo Fantini - 2º Violino ("Ciclâmen Do Líbano", "Cobre", "Noite De Cristal").
- Diego Silva, Pedro Amaral, Bernardo Fantini & Carlos Santos - Viola ("Ciclâmen Do Líbano", "Cobre", "Noite De Cristal").
- Iura Ranevski, Cláudia Grosso, Hudson Lima & Daniel Silva - Violoncelo ("Ciclâmen Do Líbano", "Cobre", "Noite De Cristal").
- Andrea Ernest Dias, PC Castilho & Edu Neves - Flauta (G¹).
- Ivan Sacerdote - Clarinete ("Pardo").
- André Becker - Flauta Transversal ("Pardo").
- Josely Saldanha - Trompa ("Pardo").
- Jean Marques - Fagote ("Pardo").
- Rowney Scott - Saxofone Soprano ("Pardo").
- Gilmar Chaves - Trombone ("Pardo").
- Joatan Nascimento - Flugelhorn ("Pardo").
- Pedro Sá - Guitarra & Contrabaixo ("Anjos Tronchos")
- Pretinho Da Serrinha - Zabumba, Triângulo, Agogô, Cavaco, Tantan, Surdo; Coro ("Sem Samba Não Dá").
- Felipe Larrosa Moura - Caixa Com Prato ("Não Vou Deixar").
- Zeca Veloso - Coro ("Meu Coco").
- Hamilton De Holanda - Bandolim ("Você-Você").
- Jorge Helder - Contrabaixo ("Cobre").
- Xande De Pilares: Banjo & Coro ("Sem Samba Não Dá").
- Rafael Dos Anjos - Violão ("Sem Samba Não Dá").
- Charles Do Bonfim - Contrabaixo ("Sem Samba Não Dá").
- Jorginho Barbosa & Jadsom Souza - Repiques, Caixa & Surdo De Meio ("Noite De Cristal").[9]

## Histórico de lançamento
| País   | Data                   | Formato                     | Gravadora  |
| ------ | ---------------------- | --------------------------- | ---------- |
| Brasil | 21 de outubro de 2021  | Streaming; Download digital | Sony Music |
| Europa | 21 de abril de 2016    | Streaming; Download digital | Sony Music |
| Europa | 17 de dezembro de 2021 | Compact disc                | Sony Music |